# Naturaleza muerta de un banquete con un ratón
Naturaleza muerta de un banquete con un ratón (Banket), es una pintura del artista holandés Abraham van Beyeren, custodiada en el Museo de Arte del Condado de Los Ángeles en los Estados Unidos. Se trata de un óleo sobre lienzo que mide 141,5 cm de alto por 122 cm de ancho. Está datada en el año 1667.
Este cuadro es un bodegón típico de van Beyeren, que solía representar con bastante exactitud lujosas mesas con todo tipo de productos alimenticios. Resulta llamativa la langosta del primer plano, de color rojo intenso. En el plato que hay a su lado, delante de un melocotón, hay un ratón que se pasea por el borde del plato, que puede ser algún tipo de advertencia moralizante.